# Desa Pudar
Desa Pudar är en administrativ by i Indonesien. Den är belägen i provinsen Banten, i den västra delen av landet, 60 km väster om huvudstaden Jakarta.
Tropiskt regnskogsklimat råder i trakten. Årsmedeltemperaturen i trakten är 25 °C. Den varmaste månaden är oktober, då medeltemperaturen är 27 °C, och den kallaste är januari, med 24 °C. Genomsnittlig årsnederbörd är 3 471 millimeter. Den regnigaste månaden är februari, med i genomsnitt 429 mm nederbörd, och den torraste är september, med 116 mm nederbörd.